# Silver Mt. Zion
Silver Mt. Zion (abreviado para SMZ) foi uma banda canadense de post-rock formada em 1999, originária de Montreal, Quebec. As variações do nome usadas nos lançamentos da banda incluem A Silver Mt. Zion, Thee Silver Mt. Zion Memorial Orchestra, The Silver Mt. Zion Memorial Orchestra & Tra-La-La Band, The Silver Mt. Zion Memorial Orchestra and Tra-La-La Band with Choir e Thee Silver Mountain Reveries. O grupo foi fundado pelo líder do Godspeed You! Black Emperor, Efrim Menuck, que se juntou a outros membros do Godspeed, Sophie Trudeau e Thierry Amar. Além desses membros principais, o Silver Mt. Zion passou por mudanças quase anuais de pessoal, evoluindo por etapas de um trio predominantemente instrumental na época de suas primeiras gravações para um grupo de oito integrantes e, em 2008, para um quinteto fortemente vocal.
A música do Silver Mt. Zion tem sido descrita como post-rock, embora o vocalista e guitarrista Efrim Menuck se identifique com o ethos e a estética do punk rock. A banda lançou sete álbuns de estúdio e três EPs, pela gravadora Constellation.

## História

### 1999–2000: Origens

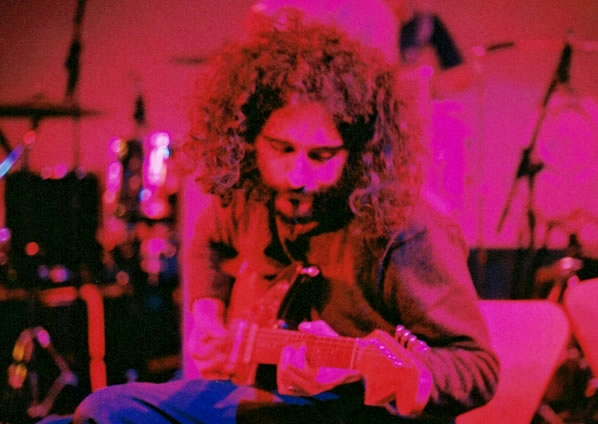
Efrim Menuck tocando com a banda Godspeed You! Black Emperor em novembro de 2000

Silver Mt. Zion começou como uma estrutura para Efrim Menuck, um guitarrista do coletivo musical Godspeed You! Black Emperor, com sede em Montreal, para desenvolver os seus conhecimentos de teoria musical e pontuação musical, e para trabalhar em ideias musicais que não se enquadravam no formato da sua banda. Menuck recrutou a violinista Sophie Trudeau e o baixista Thierry Amar, que também estava envolvido com Godspeed You! Black Emperor. A banda fez a sua estreia ao vivo a 6 de março de 1999, no Musique Fragile, um local de espectáculos organizado pela editora discográfica Constellation. Lançou o seu álbum de estúdio, He Has Left Us Alone but Shafts of Light Sometimes Grace the Corner of Our Rooms..., a 27 de março de 2000.
Godspeed You! Black Emperor raramente apresenta vocais, confiando em vez disso em amostras de áudio; amostras com temas semelhantes aparecem no álbum de estreia do Silver Mt. Zion. Menuck canta em duas faixas, "Movie (Never Made)" e "Blown-out Joy from Heaven's Mercied Hole".

### 2000–2004: Expansão do número de integrantes

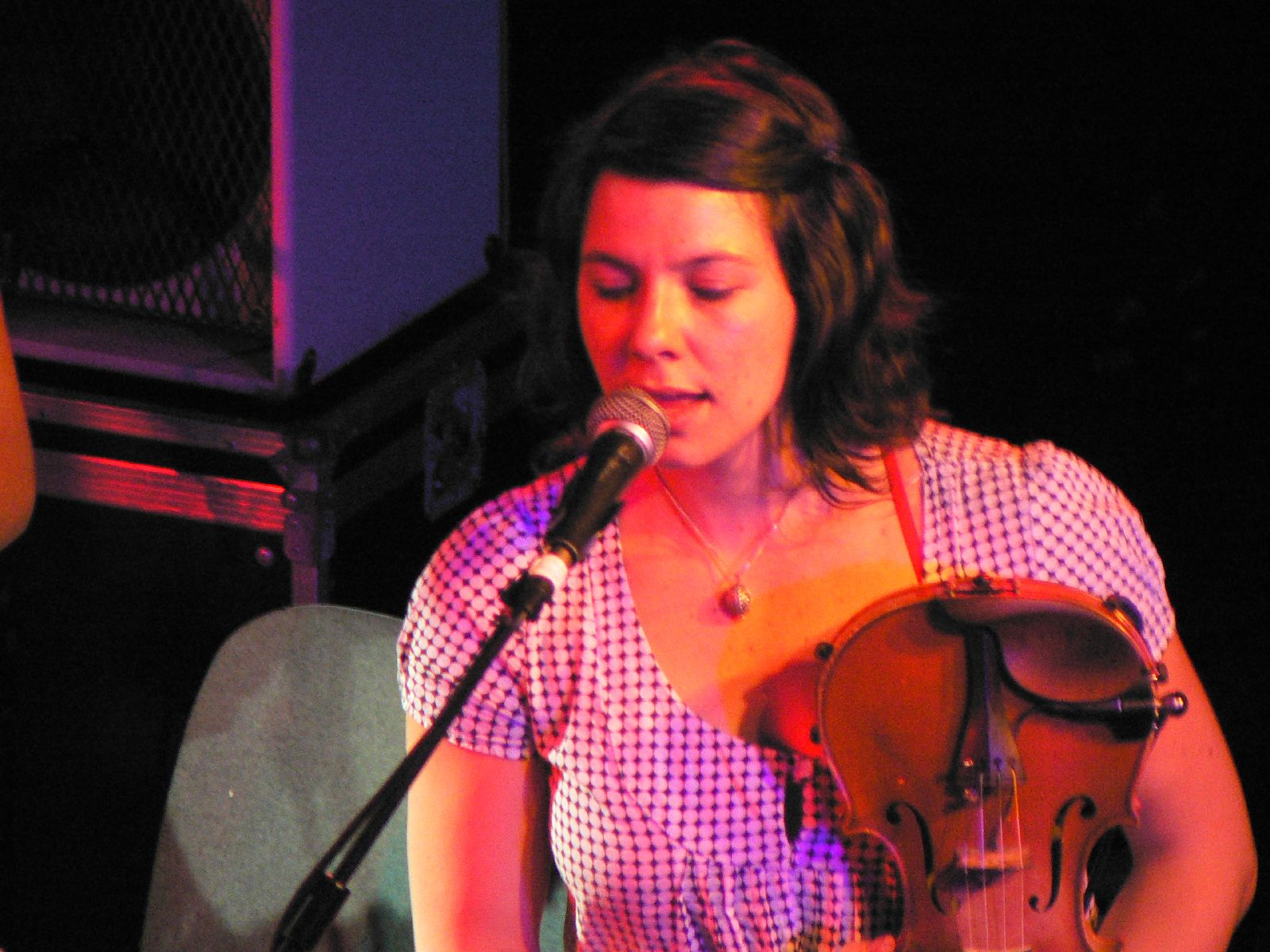
Sophie Trudeau

Antes do lançamento do seu segundo álbum, a banda recrutou mais três músicos, expandindo o grupo para um sexteto. Os novos membros eram a violoncelista Beckie Foon, o guitarrista Ian Ilavsky e a violinista Jessica Moss. O nome da banda foi alterado para The Silver Mt. Zion Memorial Orchestra & Tra-La-La Band para refletir o aumento do número de membros.
No início de 2001, a banda partiu para uma extensa digressão pela Europa. Durante o voo de 5 horas para a Europa, os membros da banda escreveram "The triumph of our tired eyes" (O triunfo dos nossos olhos cansados). Logo após o seu regresso, o álbum "Born Into Trouble as the Sparks Fly Upwards" foi escrito.
Enquanto algumas faixas de Born into Trouble [...] reflectem a natureza construtiva, mas repetitiva e instrumental do primeiro álbum, outras faixas têm uma estrutura mais canónica e dependem mais da voz. Em "Take These Hands e Throw Them in the River", as partes vocais terminam com uma dinâmica de ruído, enquanto "Could've Moved Mountains" tem vocais duplos que o ouvinte tem que se esforçar para ouvir.
Com a mesma formação, mas com o nome da banda ligeiramente expandido para refletir a mudança de som e de membros, The Silver Mt. Zion Memorial Orchestra & Tra-La-La Band with Choir lançou "This Is Our Punk-Rock," Thee Rusted Satellites Gather + Sing em 2003. O álbum incluía quatro faixas com mais de dez minutos cada e tinha mais canto, bem como maior ênfase na bateria em duas das faixas. Thee Rusted Satellite Choir apresenta 24 nomes. O álbum apareceu no !earshot National Top 50 Chart em setembro de 2003.
Depois de uma pausa devido às actividades dos Godspeed You! Black Emperor, a banda fez uma breve digressão pelo Canadá no final de janeiro de 2004; viajou depois para a Europa, onde fez uma digressão de meados de fevereiro até ao final de março. Nesse inverno, Scott Levine Gilmore dos Black ox orkestar juntou-se à banda e esta começou a atuar em semicírculo no palco. Depois de atuar no festival All Tomorrow's Parties, a banda voltou a atravessar o Atlântico em dezembro para uma digressão pelo Reino Unido.
A formação foi novamente alargada para incluir Gilmore, um bandolinista e guitarrista. O coro foi abandonado e a banda acrescentou um E à primeira palavra do seu nome, tornando-se Thee Silver Mt. Zion Memorial Orchestra & Tra-La-La Band para o lançamento do seu quarto álbum completo. Horses in the Sky (2005) tem seis faixas, todas com vocais. Após uma curta digressão pelo leste do Canadá em agosto desse ano, a banda actuou pela primeira vez nos Estados Unidos em Brooklyn, Nova Iorque. Os planos para uma digressão mais longa foram interrompidos depois de Trudeau, uma das duas violinistas da banda, ter partido a clavícula. Nessa altura, Gilmore deixou a banda e foi substituído pelo antigo baterista dos Hangedup, Eric Craven.

### 2006–2008:13 Blues for Thirteen Moons
Em 2006, a banda foi para a Europa no final de abril e fez espectáculos até ao início de junho. Uma digressão pelo Canadá e pelos Estados Unidos (a primeira dos Silver Mt. Zion) decorreu entre o final de julho e o final de agosto. A digressão estreou duas novas canções, "BlindBlindBlind" e "1,000,000 Died to Make This Sound". Na continuação da digressão de 2007 pela Europa, a banda estreou duas novas canções, "Engine Broke Blues" e a canção-título do seu álbum, que foi lançado em março de 2008 e contém as quatro faixas. O álbum também contém 12 faixas curtas de drone e feedback que se alimentam umas às outras para criar uma quinta peça no álbum, actuando como um prólogo para o álbum propriamente dito, que começa apropriadamente na faixa 13.
Silver Mt. Zion fez então uma digressão pela Europa e América do Norte, estreando duas novas canções, "I Built Myself a Metal Bird, I Fed My Metal Bird the Wings of Other Metal Birds" e "There's a Light". No verão de 2008, a formação da banda mudou novamente com a demissão de Craven, Foon e Ian Ilavsky. Depois que eles saíram, a banda perdeu as palavras "tra-la-la band" de seu nome. Nessa altura, David Payant entrou como baterista e a banda passou a chamar-se oficialmente Thee Silver Mt. Zion Memorial Orchestra. Em setembro desse ano, a nova formação tocou no Festival ATP de Nova Iorque.

### 2009–2010: Vic Chesnutt collaboration eKollaps Tradixionales
Os membros do Thee Silver Mt. Zion contribuíram para dois trabalhos de Vic Chesnutt: o álbum North Star Deserter, de 2007, e o álbum At the Cut, de 2009. Ambos foram lançados pela Constellation Records. Na primavera de 2009, a banda começou a trabalhar na gravação de material para o seu álbum Kollaps Tradixionales, lançado em fevereiro de 2010. O álbum continha as duas novas canções da digressão anterior, algumas canções escritas quando era "tra-la-la band", e algumas novas composições. A banda iniciou uma digressão pelo Reino Unido e pela Europa em março de 2010, começando com um espetáculo esgotado em Bristol, com críticas positivas. Apresentou-se no festival ATP I'll Be Your Mirror em outubro de 2011 em Asbury Park, Nova Jérsia. A setlist incluiu uma nova composição, "What We Loved was Not Enough".

### 2014 e hiato:Fuck Off Get Free We Pour Light On Everything
Em janeiro de 2014, foi lançado um novo álbum. Era mais curto do que a maioria dos anteriores e foi gravado no Valcourt Studio.
Em uma entrevista com Vish Khanna em seu podcast Kreative Kontrol, Menuck relatou planos para lançar um Record Store Day 12 “e um EP no final do ano, ambos os quais a banda tinha acabado de gravar. Em outra entrevista, desta vez com o Podcast Paper Crane, a integrante Jessica Moss revelou que uma reforma estava marcada para acontecer em março de 2020 após o hiato da banda, mas foi cancelada devido à pandemia COVID-19. O futuro da banda é atualmente desconhecido.

## Estilo

### Música, letras e temas
Embora Menuck escreva a maioria das palavras cantadas ou faladas nas peças da banda, outros membros também contribuem. Há fortes motivos políticos na música da banda, abrangendo uma variedade de assuntos, desde anarquia até guerra e liberdade. 13 Blues for Thirteen Moons, lançado em março de 2008, foi o primeiro álbum a conter folhas de letras em seu encarte. O trabalho estridente de guitarra de Menuck combina com cordas, loops de fita e bateria pesada para dar à banda seu som.

## Apresentação

### Nomes
O nome original da banda, A Silver Mt. Zion, em vez de uma referência ao Monte Sião em Jerusalém, surgiu de uma letra de música mal ouvida.[1] O próprio Menuck é judeu, e motivos relacionados ao judaísmo estão ocasionalmente presentes na música da banda (ele descreveu a gravação do primeiro álbum da banda como uma "experiência judaica").
Todos os nomes da banda giraram em torno das palavras “Silver Mt. Zion”, exceto “Thee Silver Mountain Reveries”, do EP de 2004.

### Imagens e embalagem
Como a maioria dos lançamentos da Constellation, os discos do Silver Mt. Zion vêm em estojos de papelão reciclado com arte detalhada, não apresentam o nome da banda na capa do álbum (o nome da banda em um determinado momento pode ser encontrado na lombada de cada álbum) e não há detalhes de direitos autorais no disco. 13 Blues for Thirteen Moons foi o primeiro estojo de álbum a apresentar uma foto da banda em seu interior (junto com as folhas de letras).
Os pássaros tendem a aparecer bastante na arte gráfica, geralmente em imagens detalhadas. A arte do álbum também incluiu um esboço de um cavalo, uma paisagem montanhosa da parte de trás de um maço de cigarros e uma foto de Nina Simone (em relação à música "God Bless Our Dead Marines").

### Dinâmica da banda
Menuck é frequentemente identificado como o líder e líder da banda, embora ele tenha declarado várias vezes que não é esse o caso. Embora a voz e as letras de Menuck sejam frequentemente proeminentes nos discos, todos na banda cantam no palco, contribuindo para as harmonias enquanto estão em um semicírculo, com os membros de frente uns para os outros, tanto quanto para o público.
A dinâmica da banda passou por mudanças com acréscimos e substituições na formação. O fato de Trudeau ter quebrado a clavícula em um acidente de motocicleta impediu a banda de sair em turnê, o que levou a banda a dedicar mais tempo a cantar em suas peças. O substituto do baterista Scott Levine Gilmore, Eric Craven, contribuiu com uma sensação mais alta e animada; Craven foi posteriormente substituído pelo baterista David Payant.
Menuck, falando em nome da banda em uma entrevista, disse que "[todos eles] acreditam na música como trabalho".

## Integrantes

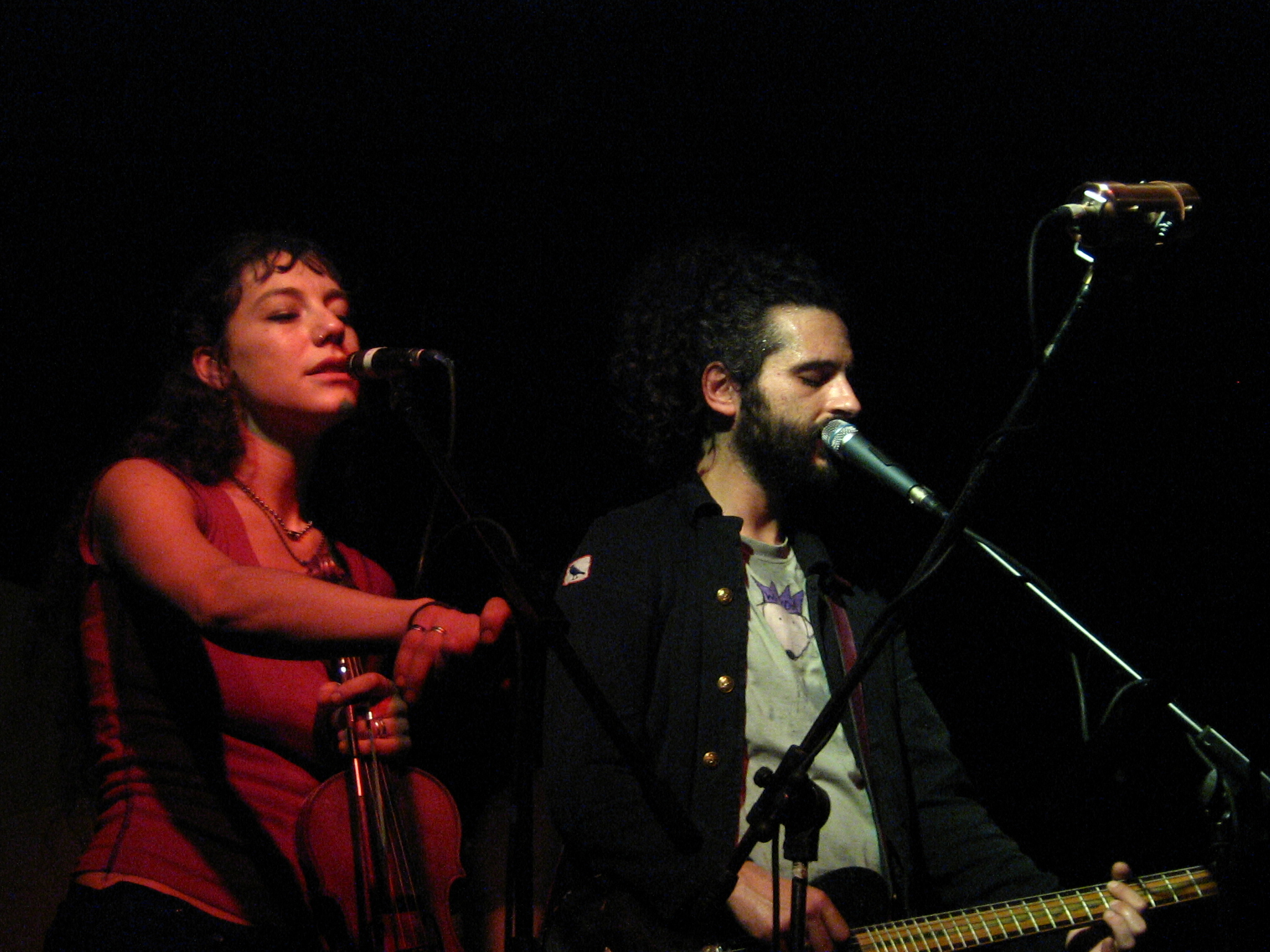
Integrantes em Bolonha.

### Ex-integrantes
- Efrim Menuck – violão, piano, vocais, efeitos sonoros
- Sophie Trudeau – violino, vocais
- Thierry Amar – contrabaixo, violão, vocais
- David Payant – bateria, percussão, órgão, vocais
- Jessica Moss – violino, vocais

### Anteriores
- Ian Ilavsky – violão, órgão, harmônio, vocais
- Beckie Foon – violoncelo, vocais
- Eric Craven – bateria, percussão
- Scott Levine Gilmore – bateria, percussão, guitarra, bandolim, vocais

## Discografia

### LPs
- 2000: He Has Left Us Alone but Shafts of Light Sometimes Grace the Corner of Our Rooms...
  - Lançado como: A Silver Mt. Zion
- 2001: Born into Trouble as the Sparks Fly Upward
  - Lançado como: The Silver Mt. Zion Memorial Orchestra & Tra-La-La Band
- 2003: "This Is Our Punk-Rock," Thee Rusted Satellites Gather + Sing,
  - Lançado como: The Silver Mt. Zion Memorial Orchestra & Tra-La-La Band with Choir
- 2005: Horses in the Sky
  - Lançado como: Thee Silver Mt. Zion Memorial Orchestra & Tra-La-La Band
- 2008: 13 Blues for Thirteen Moons
  - Lançado como: Thee Silver Mt. Zion Memorial Orchestra & Tra-La-La Band
- 2010: Kollaps Tradixionales
  - Lançado como: Thee Silver Mt. Zion Memorial Orchestra
- 2014: Fuck Off Get Free We Pour Light on Everything
  - Lançado como: Thee Silver Mt. Zion Memorial Orchestra

### EPs
- 2004: The "Pretty Little Lightning Paw" E.P.
  - Lançado como: Thee Silver Mountain Reveries
- 2012: "The West Will Rise Again" E.P.
  - Lançado como: Thee Silver Mt. Zion Memorial Orchestra
- 2014: Hang On to Each Other
  - Lançado como: Thee Silver Mt. Zion Memorial Orchestra

### Compilations
- 2004: Song of the Silent Land (Constellation Records compilation)
  - Uma faixa original como Silver Mt. Zion: "Iron Bridge to Thunder Bay"